# フォーミュラE・Gen3
フォーミュラE・Gen3ことスパーク・Gen3 は2022‐23年シーズンからのフォーミュラEに向けて設計・導入された電動フォーミュラレースカーである。

## 開発
2020年7月に、スパーク・レーシング・テクノロジーズがシャシーと車輪、ウィリアムズ・アドバンスド・エンジニアリングがバッテリー、ハンコックがタイヤを供給する新たなマシンの開発がスタートすることが発表されたのがフォーミュラE・Gen3の始まりである。